# Liste von Persönlichkeiten der Stadt Tauberbischofsheim
Diese Liste von Persönlichkeiten der Stadt Tauberbischofsheim zeigt die Bürgermeister, Ehrenbürger, Söhne und Töchter der Stadt Tauberbischofsheim und deren Stadtteile (Dienstadt, Distelhausen mit dem Dorf Distelhausen und dem Wohnplatz Bahnstation Distelhausen, Dittigheim mit der Kleinsiedlung Hof Steinbach, Dittwar mit dem Dorf Dittwar und der Siedlung Heidenkessel, Hochhausen, Impfingen und Tauberbischofsheim mit der Stadt Tauberbischofsheim, dem Stadtteil Tauberbischofsheim über der Tauberbrücke, den Wohnplätzen An der Königheimer Straße und am Bahnhof Dittwar), sowie weitere Persönlichkeiten, die mit Tauberbischofsheim verbunden sind. Die Liste erhebt keinen Anspruch auf Vollständigkeit.

## Ehrenbürger
Folgenden Personen, die sich in besonderer Weise um das Wohl oder das Ansehen der Kommune verdient gemacht haben, verlieh die Stadt Tauberbischofsheim das Ehrenbürgerrecht:

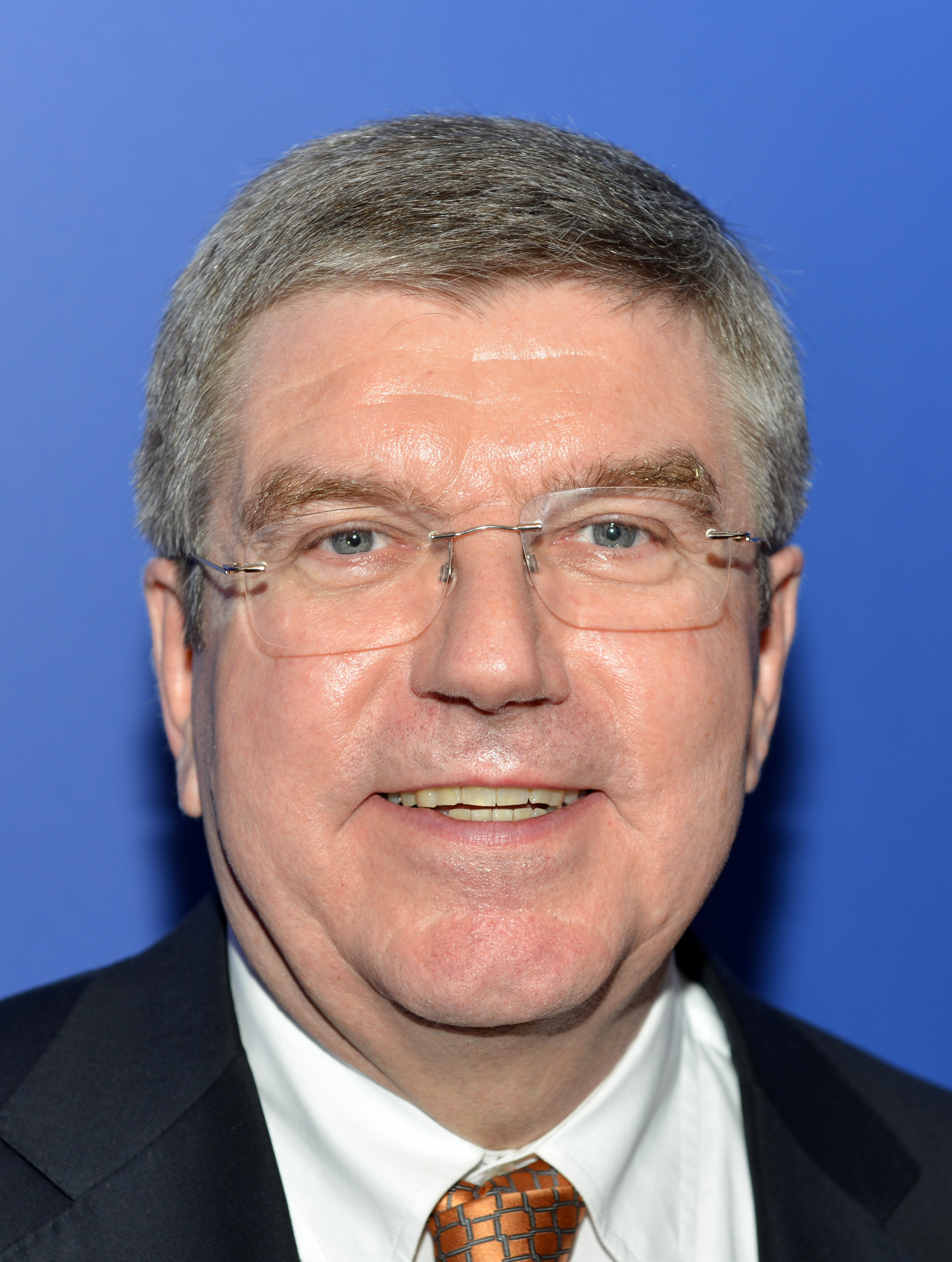
Der ehemalige Fechter und heutige Ehrenbürger Thomas Bach, der am Tauberbischofsheimer Sonnenplatz aufwuchs, aktueller Präsident des IOC, 2014

- Mathias Schmieder (verliehen im April 1877)[2]
- Jakob Schmitt (verliehen am 7. März 1907)[3]
- Wilhelm Grein (verliehen am 4. November 1907)[4]
- Alois Kachel (verliehen am 13. Juli 1912)[5]
- Sebastian Otto (verliehen am 9. Juni 1915)[6]
- Wilhelm Buger (verliehen am 31. Mai 1929)[7]
- Richard Trunk (* 1879; † 1968), Tondichter (verliehen am 2. September 1933)[8]
- Anton Baumann (verliehen am 27. Oktober 1958)
- Hans Ziegler (verliehen am 7. Dezember 1960)
- Ernst Ramminger (verliehen am 1. Januar 1962)
- Walter Grosch (verliehen am 24. Oktober 1972)
- Otto Heinrich Chrestin (verliehen am 25. Januar 1973)
- Georg Demuth (verliehen am 18. Dezember 1987)
- Berthold Weinig (verliehen am 18. Dezember 1987)
- Emil Beck (* 1935; † 2006), Fechttrainer (verliehen am 23. Juni 1989)
- Hugo Pahl (* 12. Juli 1912; † 27. Mai 2005) (verliehen am 6. Dezember 1992)
- Erich Hollerbach (* 1927; † 2017), ehemaliger Bürgermeister (verliehen am 25. August 1995)
- Thomas Bach (* 1953), Präsident des Internationalen Olympischen Komitees (verliehen am 1. Februar 2008)
- Thomas Müller (* 1947), Geschäftsführender Gesellschafter VS Vereinigte Spezialmöbelfabriken (verliehen am 16. Mai 2012)

## Söhne und Töchter der Stadt
Folgende Personen wurden in Tauberbischofsheim (bzw. in einem Stadtteil des heutigen Stadtgebiets von Tauberbischofsheim) geboren:

### 14. Jahrhundert
- Johannes Hiltprant (* im 14. Jh.), Abt des Klosters Bronnbach von 1404 bis 1416[9][10]

### 15. Jahrhundert
- Ewald Weymar (unbekannt), erzbischöflicher Sekretär zu Mainz von 1459 bis 1499[9][11]
- Martinus Goel (unbekannt), Dekan des Stifts Aschaffenburg von 1519 bis 1532[9][12]
- Johannes Sichard (* 1499; † 1552), Humanist und Rechtsgelehrter

### 17. Jahrhundert
- Friedrich Groß (unbekannt), Abt im Kloster Bronnbach von 1641 bis 1647[9][13]
- Franz Heffner (* im 17. Jh. in Dittwar; † um 1700), Prämonstratenser im Kloster Oberzell, Theologe und Prediger[14]
- Gottfried Hammerich (* um 1630 in Dittwar; † 1710), Abt des Klosters Oberzell[15]
- Franz Callenbach (* 1663 in Dittwar; † 1743), satirischer Schriftsteller und Jesuit[16]
- Johann Ferdinand von Sickingen (* 1664; † 1719), kurpfälzischer Minister und Diplomat
- Gallus Jacob (* 1670; † ?), fürstbischöflicher Hofkammerdirektor in Würzburg bis 1719[9][17]
- Johann Leonhard Lippe (* 1671; † 1737), kurpfälzischer Geheimrat, Stadtdirektor von Mannheim, Kaiserlicher Hofpfalzgraf

### 18. Jahrhundert
- Georg Michael Frank von La Roche (* 1720; † 1788), Ehemann von Sophie von La Roche, Kanzler des Kurfürsten von Trier
- Joseph Kleiner (* 1725; † 1786), Jesuit, Kirchenrechtler und Theologe
- Johann Georg Schlör (* 1732 in Impfingen; † 1783), römisch-katholischer Geistlicher, Kirchenrechtler und Hochschullehrer.
- David Mainhard (* 1788; † 1862), badischer Oberamtmann

### 19. Jahrhundert
- Franz Stromeyer (* 1805; † 1848), Verleger, Publizist und Revolutionär
- Karl Hergt (* 1807; † 1889), Psychiater, galt als hervorragender Irrenarzt[18]
- Adolf Ostner (* 1830 in Hof Steinbach; † 1905), Verwaltungsbeamter und -richter
- Jakob Schmitt (* 1834; † 1915), römisch-katholischer Theologe, Domkapitular in Freiburg
- Karl August Schneider (* 1837; † 1911), Reichstagsabgeordneter
- Florian Werr (1851–1917), katholischer Pfarrer, Politiker
- Karl Wilckens (* 1851; † 1914), Politiker
- Justus Bender (* 1870; † 1954), Jurist, Reichsgerichtsrat
- Josef Dürr (* 1877; † 1917), Theologe, Philologe und badischer Dialektdichter[19]
- Siegmund Stiefel (* 1879 in Hochhausen; † 1940), Architekt und Opfer des Nationalsozialismus
- Richard Trunk (* 1879; † 1968), nationalsozialistischer Komponist
- Friedrich Sitzler (* 1881; † 1975), Arbeitsrechtler
- Hans Brümmer (* 1886; † 1966), Vorsitzender der IG Metall von 1948 bis 1956, badischer Landtagsabgeordneter
- Otto Bundschuh (* 1887 in Impfingen; † unbekannt), Organist und Musiker
- Florian Werr (* 1888; † 1948), Mediziner, Facharzt für Hautkrankheiten, widmete sich medizinischen Studien an den Universitäten Würzburg, Rostock, Freiburg und Heidelberg
- Ignaz Kuhngamberger (* 1892 in Impfingen; † 1973), Landwirt und Politiker (CDU)
- Rudolf Leiber (1896–1988), Polizeibeamter und Jurist, Polizeipräsident von Mannheim

### 20. Jahrhundert
- Anton Hopf (* 1910; † 1994), Orthopäde und Hochschullehrer
- Walther Fürst (* 1912; † 2009), Jurist
- Fred Weyrich (* 1921; † 1999), Musikproduzent, Sänger und Autor
- Günter Clauser (* 1923 in Dittwar; † 1982), Mediziner, Psychoanalytiker und Sachbuchautor
- Maria-Elisabeth Overdick-Gulden (* 1931; † 2019), Ärztin und Lebensrechtlerin
- Emil Beck (* 1935; † 2006), Fechttrainer
- Albert Klein (* 1939; † 2017), Germanist und Rektor der Universität Dortmund
- Karl-Friedrich Tropf (1939–2024), Richter am Bundesgerichtshof von 1989 bis 2004
- Berndt Hamm (* 1945), evangelischer Theologe
- Giselher Suhr (* 1945; † 2018), Journalist und ehemaliger Leiter der ZDF-Landesstudios Brandenburg und Sachsen-Anhalt
- Ludwig Wamser (* 1945), Prähistorischer Archäologe
- Reinhold Behr (* 1948), Fechter
- Harald Hein (* 1950; † 2008), Olympiasieger und Weltmeister im Florettfechten
- Winfried Ringwald (* 1950 in Dittigheim), Ruderer
- Hanns Jana (* 1952), Fechter

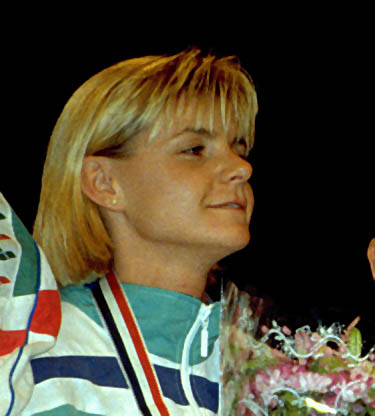
Die Tauberbischofsheimerin Anja Fichtel, mit 14 Medaillen bei Olympischen Spielen, Welt- und Europameisterschaften eine der erfolgreichsten Fechterinnen aller Zeiten, 1995

- Matthias Behr (* 1955), Olympiasieger und Weltmeister im Florettfechten
- Gerhard Heer (* 1955), Fechter

- Alexander Pusch (* 1955), Olympiasieger und Weltmeister im Degenfechten
- Sabine Bischoff (* 1958; † 2013), Fechterin
- Eugen Ehmann (* 1958), Regierungspräsident von Unterfranken
- Gerry Ehrmann (* 1959), Fußballtorhüter
- Mathias Gey (* 1960), Fechter
- Frank Beck (* 1961), Fechter
- Ulrich Schreck (* 1962), Olympiasieger und Weltmeister im Florettfechten
- Annette Dobmeier (* 1968), Fechterin
- Anja Fichtel (* 1968), Olympiasiegerin und Weltmeisterin im Florettfechten
- Arndt Steinbach (* 1968), Politiker
- Harald Stockert (* 1970), Historiker und Archivar
- Johannes Eber (* 1971), Wirtschaftsjournalist

## Weitere mit Tauberbischofsheim in Verbindung stehende Personen

### 8. Jahrhundert
- Lioba von Tauberbischofsheim (* um 700/710; † 782), angelsächsische Missionarin und Äbtissin des Benediktinerinnenklosters Bischofsheim

### 16. Jahrhundert
- Caspar Lerch von Dirmstein (* 1575; † 1642), Amtmann von 1611 bis 1619[20]

### 19. Jahrhundert
- Carl Göller (* 1801; † 16. Februar 1887), deutscher Orgelbauer mit Werkstattsitz Tauberbischofsheim
- Gefallene Soldaten des Gefechts bei Tauberbischofsheim (1866): Die gefallenen württembergischen Soldaten des Gefechts bei Tauberbischofsheim während des Deutschen Krieges im Rahmen des Mainfeldzugs am 24. Juli 1866 wurden auf einem Kriegerdenkmal verewigt. König Karl I. von Württemberg ließ das Denkmal über einem Massengrab württembergischer Gefallener errichten, auf dem alle in diesem Gefecht gefallenen Württemberger namentlich aufgeführt werden. Am ersten Jahrestag der Schlacht, dem 24. Juli 1867, wurde es eingeweiht.
- Heinrich Zipf (* 1874; † 1946), aufgewachsen in Gerlachsheim, betrieb ab 1902 die Brauerei Zipf in Gerlachsheim, ab 1930 als Zipf-Bräu in Tauberbischofsheim. An Zipf erinnert heute noch der sog. Wohnpark Zipf und der Zipf-Kreisel.

### 20. Jahrhundert
- Während der NS-Zeit ermordete Einwohner (1933–1945): Die während der Zeit des Nationalsozialismus von 1933 bis 1945 ermordeten Einwohner von Tauberbischofsheim und seiner Stadtteile werden in den Artikeln der vier jüdischen Gemeinden Dittigheim, Hochhausen, Impfingen und Tauberbischofsheim erwähnt.
- Manfred Maninger (* im 20. Jh.; † 23. Februar 2007), Autor der Chronik der Gemeinde Dittwar (1968)[21] und bis zu seinem Tode Familiare des Deutschen Ordens, Aufsichtsrat im Fecht-Club Tauberbischofsheim und Schulleiter der Kaufmännischen Schule Tauberbischofsheim.[22][23]
- Les Holroyd (* 12. März 1948), britischer Sänger, Songwriter, Komponist und Musiker, hauptsächlich bekannt für sein Wirken mit Barclay James Harvest und den Folgeprojekten der Band; wohnhaft in Impfingen.

## Sonstige Personen

### Politiker, die in Tauberbischofsheim gewirkt haben
- Oberamtmänner und Landräte des Bezirksamtes (1813 bis 1938) und Landkreises Tauberbischofsheim (1939 bis 1972), jeweils mit Sitz in Tauberbischofsheim
- Landräte des Main-Tauber-Kreises (seit 1973), mit Sitz in Tauberbischofsheim

### Sportler, die für Tauberbischofsheimer Vereine angetreten sind
- Deutsche Einzelmeister im Fechten und Medaillengewinner bei Olympischen Spielen, Welt- und Europameisterschaften des Fecht-Clubs Tauberbischofsheim
- Medaillengewinner bei Deutschen Meisterschaften und Europameisterschaften der einzelnen Abteilungen des TSV Tauberbischofsheim, sowie aus dem TSV hervorgegangene Sportler